# 카필 시발

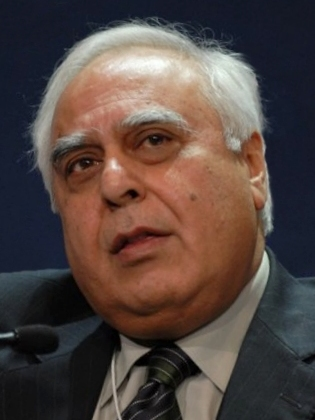
카필 시발. 2009년.

카필 시발(Kapil Sibal, 1948년 8월 8일~)은 인도의 과학기술부 및 지구과학부 장관이다. 인도 펀자브 주 출신이다.

## 이력
- 1989년 ~ 1990년 - 인도 법무차관.
- 1995년 ~ 1996년, 1997년 ~ 1998년, 2001년 ~ 2002년 - 인도 최고법원 법조협회 회장.
- 2001년 - 헌법 및 입법 집행위원회 회원.
- 2002년 - 비즈니스 자문위원회 회원.
- 2002년 - 인도-미국 의회 포럼 공동위원장. 국제 에이즈 백신 주도위원회 회원.
- 2003년 - 빌&멜린다 게이츠 재단 인도 에이즈 위원회 회원.